# Minamifurano, Hokkaidō
Minamifurano (南富良野町 Minamifurano-chō) là thị trấn thuộc huyện Sorachi, phó tỉnh Kamikawa, Hokkaidō, Nhật Bản. Tính đến ngày 1 tháng 10 năm 2020, dân số ước tính thị trấn là 2.376 người và mật độ dân số là 3,6 người/km2. Tổng diện tích thị trấn là 665,52 km2.